# إدنا بيست
إدنا بيست (بالإنجليزية: Edna Best)‏ (3 مارس 1900م - 18 سبتمبر 1974م) ممثلة بريطانية ولدت في هوف، ساسكس، انجلترا، تلقت تعليمها في برايتون ودرست في وقت لاحق التمثيل الدرامي على يد الآنسة كيت رورك التي كانت أول أستاذة في الدراما في مدرسة غيلدهول للموسيقى والدراما في لندن.

## روابط خارجية
- إدنا بيست على موقع IMDb (الإنجليزية)
- إدنا بيست على موقع ألو سيني (الفرنسية)
- إدنا بيست على موقع أول موفي (الإنجليزية)
- إدنا بيست على موقع قاعدة بيانات برودواي على الإنترنت (الإنجليزية)
- إدنا بيست على موقع قاعدة بيانات الأفلام السويدية (السويدية)
- إدنا بيست على موقع إن إن دي بي (الإنجليزية)
- إدنا بيست على موقع قاعدة بيانات الفيلم (الإنجليزية)
- إدنا بيست على موقع كينوبويسك (الروسية)